# Competiții internaționale de stingere a incendiilor la Jocurile Olimpice de vară din 1900
Competiții internaționale de stingere a incendiilor la Jocurile Olimpice de vară din 1900 de la Paris, Franța a fost un eveniment contestat. Au avut loc concursuri atât pentru pompieri profesioniști, cât și voluntari. La fel ca toate evenimentele organizate la Jocurile din 1900, evenimentul de stingere a incendiilor a fost considerat parte a Expoziției Universale de la Paris. Evenimentele de stingere a incendiilor nu au fost clasificate ca fiind oficiale, deși CIO nu a decis niciodată ce evenimente au fost „olimpice”. Nu exista o astfel de desemnare în momentul Jocurilor. Raportul american al Jocurilor din 1900, pregătit de AG Spalding, dedică o pagină întreagă competiției, care a fost câștigată de Kansas City și „faimoasa sa companie de mașini de stingerea a incendiilor.

## Rezumat țări căștigătoare pe medalii
| Participanți  | Aur                       | Argint                | Bronz             |
| Voluntari     | Porto Portugalia          | Leyton Marea Britanie | Budapesta Ungaria |
| Profesioniști | Kansas City Statele Unite | Milano Italia         | none              |